# Praktijkcentrum voor Land- en Tuinbouw
Het Praktijkcentrum voor Land- en Tuinbouw (PCLT) is een Belgische nationaal erkende opleidingsverstrekker met als doel de bedrijfstechnische bekwaamheid van land- en tuinbouwers en groensector te bevorderen door de organisatie van vorming en onderwijs. Deze vzw werd in 1972 opgericht en is ontstaan uit het Vrij Agro- en Biotechnisch Instituut (VABI). Het opleidingsaanbod is opgedeeld in de onderstaande drie sectoren:
- Landbouw
- Mechanisatie
- Groenvoorziening